# Analeptura
Analeptura is een kevergeslacht uit de familie van de boktorren (Cerambycidae). De wetenschappelijke naam van het geslacht werd voor het eerst geldig gepubliceerd in 1976 door Linsley & Chemsak.

## Soorten
Analeptura is monotypisch en omvat slechts de volgende soort:
- Analeptura lineola (Say, 1824)